# Rosalind Nashashibi
Layla Rosalind Nashashibi, née en 1973, est une artiste anglo-palestinienne basée à Liverpool. 

## Biographie et travail
Nashashibi naît en 1973, d'un père palestinien et d'une mère irlandaise, à Croydon, une grande ville du sud de Londres. Elle obtient un baccalauréat en beaux-arts de peinture de l'Université Sheffield Hallam, dans le South Yorkshire, au Royaume-Uni, en 1995. Elle déménage ensuite à Glasgow et étudie à la Glasgow School of Art, où elle obtient un Master of Fine Arts en 2000. 
Une grande partie de son travail consiste en des films de la vie quotidienne en milieu urbain. Nashashibi travaille principalement avec du film 16 mm, mais s’est parfois aventurée dans le domaine de la photographie et des installations photographiques. Par exemple, son projet Abbeys (2006) comprend une série de quatre photographies en noir et blanc qui représentent chacune une vue inversée de l’arcade d’une abbaye qui, une fois retournées, révèlent un visage anthropomorphique. 
The State of Things est un film en noir et blanc montrant des dames âgées lors d'une brocante de l'Armée du Salut et dont la bande originale est une chanson d'amour de la chanteuse égyptienne Oum Kalthoum. L'emplacement exact du film n'est pas clair, et Nashashibi a déclaré que beaucoup de gens supposent que les femmes, lorsqu'elles visionnent des séquences granuleuses, appartiennent à une culture non britannique ou à une époque antérieure. 
Dahiet a Bareed, District of the Post Office a été filmé en Cisjordanie dans une zone conçue par le grand-père de l'artiste. Le film parle de gens qui jouent au football, se font couper les cheveux, etc. Midwest et Midwest Field décrivent la vie à Omaha, dans le Nebraska. 
En 2003, Nashashibi a remporté le prix Beck's Futures — et est la première femme à le faire — pour The State of Things. En 2017, elle a été nommée pour le prix Turner. Son travail est conservé dans les collections de la Tate .  